# Loi renforçant la lutte contre les violences de groupes et la protection des personnes chargées d'une mission de service public
Lire en ligne

http://www.legifrance.gouv.fr/affichTexte.do?cidTexte=JORFTEXT000021897659&dateTexte=&categorieLien=id

La « loi sur les violences en bande », officiellement « loi n° 2010-201 du 2 mars 2010 renforçant la lutte contre les violences de groupes et la protection des personnes chargées d'une mission de service public », est issue d'une proposition de loi de la majorité UMP, adoptée le 30 juin 2009 par l'Assemblée nationale française et le 11 février 2010 par le Sénat,,.
La loi créé un délit de participation à une « bande violente », passible de un an de prison assorti de 15 000 euros d'amende (distinct des délits préexistants d'association de malfaiteurs, de bande organisée, etc.); créé un délit d'intrusion dans les établissements scolaires et prévoit des mesures concernant la violence dans les stades.
Les rapporteurs de la loi étaient Christian Estrosi, député-maire UMP de Nice puis Éric Ciotti, après la nomination de Christian Estrosi au sein du gouvernement, en qualité de ministre chargé de l'industrie.

## Contexte de la loi et débats
Selon le rapporteur de la loi Christian Estrosi, la proposition de loi « correspond à une volonté affichée du président de la République, bien avant la tenue du G20 (sic: il s'agit en fait du sommet de l'OTAN à Strasbourg du 3 et 4 avril 2009) », et s'inscrirait « dans une série de mesures annoncées par Nicolas Sarkozy le 18 mars à Gagny (Seine-Saint-Denis) où une vingtaine de jeunes encagoulés avaient envahi un lycée. » La proposition de loi découle donc d'un programme présidentiel.
La droite s'est défendue d'avance de toute assimilation de cette loi à la loi anti-casseurs de 1970 (abrogée en 1982), un préfet déclarant qu'« il ne s'[agissait] nullement de créer une infraction qui [incriminerait] le badaud ou le simple fait de se réunir à trois au pied d'un immeuble.»
La gauche a en effet critiqué ce qu'elle considérait comme une résurgence de la loi anti-casseurs, rappelant l'existence de nombreuses incriminations permettant déjà de punir les auteurs d'infraction en groupe et soulignant la définition floue reposant sur une suspicion d'intention du nouveau délit. Ces arguments ont été évoqués notamment par le Collectif Liberté Égalité Justice, qui réunit associations (Ligue des droits de l'homme, Droit au logement, Association Française des Juristes Démocrates, Association Française des Magistrats de la Jeunesse et de la Famille, FCPE (parents d'élèves) et GENEPI, une association de soutien aux personnes incarcérées), syndicats (CGT, FSU, SUD, Syndicat de la magistrature, UNEF, etc.) et partis politiques (NPA, PCF, PS, Verts) . Ainsi, pour Mathieu Bonduelle, du Syndicat de la magistrature:
« sur la base de la notion d’intentionnalité, cette loi permettra d’arrêter les gens sans qu’il n’y ait eu d’infractions commises.  C’est le retour de la loi anti-casseurs abrogée en 1982, mais en pire, puisque la loi anti-casseurs se focalisait sur les leaders. La décision du Compiègne [concernant les ouvriers de Continental ] s'inscrit dans cette optique, elle ouvre la voie à la « loi anti-bandes » . »
Cet avis est partagé par le député Jean-Jacques Urvoas (PS).
Par ailleurs, la loi devait incriminer le port de la cagoule dans les manifestations; cette disposition a été introduite par le décret n° 2009-724 du 19 juin 2009, mais celui-ci ne prévoyait « qu'une » contravention de 5e classe, les décrets ne pouvant prévoir de peine de prison: la loi introduit donc une circonstance aggravante lorsqu'on se dissimule le visage afin d'éviter d'être identifié (voir ici pour un commentaire de ce décret),

## Dispositions principales
La loi se caractérise notamment par la création d'un délit spécifique, concernant les infractions commises en groupe. L'art.1er dispose ainsi :
« Le fait pour une personne de participer sciemment à un groupement, même formé de façon temporaire, en vue de la préparation, caractérisée par un ou plusieurs faits matériels, de violences volontaires contre les personnes ou de destructions ou dégradations de biens est puni d'un an d'emprisonnement et de 15 000 euros d'amende. »
Selon le Conseil constitutionnel, cet article est distinct de l'association de malfaiteurs et des délits d'attroupement (art. 431-3 sq. Code pénal), et il précise que « s'agissant d’une incrimination tendant à la répression d’actions préparatoires à la commission de certaines infractions, elle vise des agissements distincts des délits consommés avec les circonstances aggravantes de commission en réunion, en bande organisée ou par guet-apens ».
Pour la juriste Geneviève Kouby :
« Evoquer un acte qui reviendrait à s’en prendre à des personnes ou des biens devient donc passible de sanction ; la notion "d’action préparatoire" ne connaît pas là de définition arrêtée. Le discours comme le projet est déjà une infraction. L’élément intentionnel revient au centre du fait saisi par la loi pénale, au risque même de la non-commission de l’infraction.  »
Par ailleurs, les dispositions qui répriment la participation à un attroupement en étant armé sont étendues aux personnes qui participent « en connaissance de cause » à cet attroupement, même si elles-mêmes ne sont pas armées.
Le Conseil constitutionnel a censuré, le 25 février 2010, l'article 5 de la loi, au nom du respect du droit à la vie privée, modifiant le code de la construction et de l'habitation et permettant de transmettre aux forces de l'ordre les images enregistrées par des caméras installées dans les parties communes, donc privatives, d'immeubles d'habitation .
S'agissant des dispositions concernant les établissements scolaires (art. 12 à 14), le Conseil constitutionnel précise, dans son communiqué, que l'art. 13, introduisant les art. 431-22 à 431-28 dans le Code pénal, est conforme à la Constitution. Cet article réprime l'intrusion de personnes non autorisées (1 à 3 ans de prison) ainsi que l'introduction d'armes dans un établissement d'enseignement scolaire (5 à 7 ans de prison). Pour le Conseil, ces dispositions « ne sont pas constitutives de double incrimination » et « n'instituent aucune responsabilité collective ».
Par ailleurs, la loi :
- autorise dans certains cas les vigiles d'immeubles d'habitation à porter des armes de catégorie 6 (art. 2 de la loi modifiant la loi n° 83-629 du 12 juillet 1983 réglementant les activités privées de sécurité) ;
- introduit une circonstance aggravante pour le fait de dissimuler son identité lors d'actes de violence (art. 3) ;
- prolonge jusqu'à six mois les interdictions administratives de stade en cas de hooliganisme (art.10 [13]) ;
- transforme en délit l'usage de fumigènes dans les enceintes sportives ;
- dans le cadre de la « police d'agglomération », le préfet de police de Paris dispose désormais de la compétence du maintien de l'ordre dans les départements de la petite couronne (art. 4) ;
- punit de deux mois de prison « le fait d'occuper en réunion les espaces communs ou les toits des immeubles collectifs d'habitation en empêchant délibérément l'accès ou la libre circulation des personnes ou le bon fonctionnement des dispositifs de sécurité et de sûreté » (art.6).

## Premières applications de la loi
La loi a été appliquée pour la première fois lors d'une manifestation à Paris, le 28 mars 2010, au cours de laquelle environ 200 personnes manifestaient « contre l'enfermement et en solidarité avec les personnes incarcérées à la prison de la Santé » ; 110 d'entre elles ont été interpellées à la suite d'un tir de fusée de détresse par l'un des manifestants.

## Élus signataires de la proposition de loi
Voir dossier de l'Assemblée nationale.  L'ordre est le même que celui donné par l'Assemblée.

## Documents sources
- Conseil constitutionnel, Décision n° 2010-604 DC du 25 février 2010
- Conseil constitutionnel, Communiqué concernant la décision n°2010-604 DC
- Saisine du Conseil constitutionnel par 60 sénateurs et par 60 députés
- Observations du gouvernement sur les recours dirigés contre la loi...
- Sénat, Loi définitive (avant examen du Conseil, qui a censuré l'art. 5)